# Допит (телесеріал)
«Допит» (англ. Interrogation) — американський кримінально-драматичний вебсеріал на основі реальних подій, створений Андерсом Вайдеманном і Джоном Манкевичем. Прем'єра серіалу відбулася 6 лютого 2020 року на Paramount+. Головні ролі виконали Пітер Сарсґаард, Кайл Галлнер, Девід Стретейрн і Коді Сміт-Макфі. У листопаді 2020 року стало відомо, що серіал закрили.

## Сюжет
«Допит» розказує історію про молодого чоловіка, якого звинуватили і засудили за жорстоке вбивство його матері. Особливістю серіалу є те, що хід розслідування показаний нелінійно — всі епізоди, які побудовані навколо допитів, взятих зі справжніх поліцейських справ, можна дивитися в будь-якій послідовності.

## Акторський склад і персонажі

### Головні ролі
- Пітер Сарсґаард — детектив Девід Расселл
- Кайл Галлнер — Ерік Фішер
- Девід Стретейрн — Генрі Фішер
- Коді Сміт-Макфі — Кріс Келлер

### Другорядні та епізодичні ролі
- Вінсент Д'Онофріо — сержант Іан Лінч
- Джоанна Ґовінґ — Мері Фішер
- Ебон Мосс-Бакрак — Трей Карано
- Андре Ройо — Чарлі Шеннон
- Еллен Гамфріс — Шерон Расселл
- Френк Вейлі — детектив Джеймс Коннор
- Отрі Гейдон-Вілсон — молода Емі Гарлоу
- Барбі Робертсон — Деббі Расселл
- Мелінда МакГроу — Фейт Тернер
- Чад Коулмен — містер Франклін
- Майкл Гарні — містер Расселл
- Вінесса Антуан — Сенді
- Морган Тейлор Кемпбелл — Кімберлі Декер
- Пет Гілі — Роберт Салліван
- Тім Чіу — детектив Браян Чен
- Спрейг Грейден — детектив Керол Янг
- Меган Елізабет Келлі — молода Мелані Прюїтт
- Емма Колфілд-Форд — Емі Гарлоу
- Соня Сон — Марджорі Томпсон
- Крісті Маєрс — Мелані Прюїтт

## Епізоди
| № серії | Назва серії | Режисер(и)         | Сценарист(и)                                                        | Оригінальна дата виходу |
| ------- | --- | ------------------ | ------------------------------------------------------------------- | ----------------------- |
| 1       | «Дет. Дейв Расселл проти Еріка Фішера 1983» «Det. Dave Russell vs Eric Fisher 1983»                                        | Ернест Р. Дікерсон | Андерс Вайдеманн і Джон Манкевич                                    | 6 лютого 2020           |
| 2       | «Сержант Іан Лінч проти Еріка Фішера 2003» «I.A. Sgt. Ian Lynch vs Eric Fisher 2003»                                       | Патрік Кейді       | Андерс Вайдеманн і Джон Манкевич                                    | 6 лютого 2020           |
| 3       | «Дет. Дейв Расселл проти Кім Декер 1982» «Det. Dave Russell vs Kim Decker 1982»                                            | Патрік Кейді       | Тянь Цзюнь Ґу                                                       | 6 лютого 2020           |
| 4       | «Окр. психолог Марджорі Томпсон проти Еріка Фішера 1984» «L.A. County Psychologist Marjorie Thompson vs. Eric Fisher 1984» | Ернест Р. Дікерсон | Барбара Каррі                                                       | 6 лютого 2020           |
| 5       | «Дет. Дейв Расселл проти Кріса Келлера 1983» «Det. Dave Russell vs Chris Keller 1983»                                      | Патрік Кейді       | Кессі Паппас                                                        | 6 лютого 2020           |
| 6       | «Генрі Фішер проти Еріка Фішера 1992» «Henry Fisher vs Eric Fisher 1992»                                                   | Ернест Р. Дікерсон | Історія: Джеррі Міллер і Джон Манкевич Телеадаптація: Джон Манкевич | 6 лютого 2020           |
| 7       | «Дет. Керол Янг і дет. Браян Чен проти Мелані Прюїтт 2005» «Det. Carol Young & Det. Brian Chen vs Melanie Pruitt 2005»     | Ернест Р. Дікерсон | Барбара Каррі                                                       | 6 лютого 2020           |
| 8       | «Приватний дет. Чарлі Шеннон проти Еріка Фішера 1996» «P.I. Charlie Shannon vs Eric Fisher 1996»                           | Ернест Р. Дікерсон | Білл Балас                                                          | 6 лютого 2020           |
| 9       | «Приватний дет. Чарлі Шеннон проти Емі Гарлоу 2003» «P.I. Charlie Shannon vs Amy Harlow 2003»                              | Патрік Кейді       | Джоанна Фактор                                                      | 6 лютого 2020           |
| 10      | «Сержант Іан Лінч і дет. Браян Чен проти Трея Карано 2003» «I.A. Sgt. Ian Lynch & Det. Brian Chen vs Trey Carano 2003»     | Ернест Р. Дікерсон | Андерс Вайдеманн                                                    | 6 лютого 2020           |

## Виробництво

### Створення
12 листопада 2018 року було оголошено, що CBS All Access замовила серіал «Допит», який складатиметься з десяти епізодів. Шоу створене Андерсом Вайдеманном і Джоном Манкевичем, які також виступили виконавчими продюсерами разом із Генріком Бастіном і Меліссою Ават. Розробкою серіалу зайнялися Fabrik Entertainment і CBS Television Studios. На момент цього оголошення CBS All Access не розкривала реальну справу, на якій основане шоу, а в сценарії використовувалися реальні імена учасників справи, і не було вирішено, чи змінювати їх. Хоча це вбивство не потрапило в національні ЗМІ, але жителям того міста, де це сталося, відомо про цю справу. 12 грудня 2019 року в інтернеті з’явився тизер-плакат, на якому була вказана дата прем’єри — 6 лютого 2020 року. У лютому 2020 року було повідомлено, що шоу основане на справі Брюса Ліскера. 4 листопада 2020 року серіал закрили після показу першого сезону.

### Кастинг
У січні 2019 року було оголошено, що Пітер Сарсґаард і Девід Стретейрн зіграють головні ролі. У лютому було підтверджено, що Кайл Галлнер і Коді Сміт-МакФі приєдналися до основного складу. У березні до акторського складу приєдналися Френк Вейлі, Пет Гілі, Мелінда МакГроу і Майкл Гарні, у квітні — Ебон Мосс-Бакрак і Вінсент Д'Онофріо, а в травні — Вінесса Антуан.

## Сприйняття критиками
На сайті-агрегаторі рецензій Rotten Tomatoes серіал має 57 % «свіжості» на основі 14 рецензій із середнім рейтингом 6,21/10. Критичний консенсус сайту стверджує: «„Інтерактивні“ якості „Допиту“ цікаві, але зрештою заважають тому, що може бути задовільним драматичним досвідом». На Metacritic серіал отримав 54 бали зі 100 на основі 8 рецензій від кінокритиків, що свідчить про «змішані рецензії».